# Apotropina senilis
Apotropina senilis är en tvåvingeart som först beskrevs av Oswald Duda 1930.  Apotropina senilis ingår i släktet Apotropina och familjen fritflugor. Inga underarter finns listade i Catalogue of Life.